# NGC 6592
NGC 6592 је елиптична галаксија у сазвежђу Змај која се налази на NGC листи објеката дубоког неба.
Деклинација објекта је + 61° 25' 21" а ректасцензија 18h 9m 50,6s. Привидна величина (магнитуда) објекта NGC 6592 износи 14,6 а фотографска магнитуда 15,6. NGC 6592 је још познат и под ознакама MCG 10-26-18, CGCG 301-16, 7ZW 771, NPM1G +61.0211, PGC 61477.